# 텍사스시티

텍사스시티(Texas City)는 미국 텍사스주 갤버스턴군의 도시이다. 갤버스턴베이 해안 남서부에 위치한 텍사스시티는 텍사스의 걸프코스트의 심해항구이다. 2019년 기준 인구 수는 50,094명으로, 리그시티와 갤버스턴에 이어 3번째로 인구수가 많은 도시이다. 휴스턴 메트로폴리턴 에어리어의 일부이다. 1947년 도시의 상당 부분과 항구를 무너뜨린 텍사스시티 재난 지역으로 잘 알려져 있다.

## 인구
| 인구조사              | 인구   | Note  | %±     |
| --------------------- | ------ | ----- | ------ |
| 1920년                | 2,509  |       | —      |
| 1930년                | 3,534  |       | 40.9%  |
| 1940년                | 5,748  |       | 62.6%  |
| 1950년                | 16,620 |       | 189.1% |
| 1960년                | 32,065 |       | 92.9%  |
| 1970년                | 38,908 |       | 21.3%  |
| 1980년                | 41,201 |       | 5.9%   |
| 1990년                | 40,822 |       | −0.9%  |
| 2000년                | 41,521 |       | 1.7%   |
| 2010년                | 45,099 |       | 8.6%   |
| 2018 (추산)           | 49,153 | [ 2 ] | 9.0%   |
| U.S. Decennial Census |        |       |        |